# نچونایوو
نچونایوو (به لاتین: Nechunayevo) یک منطقهٔ مسکونی در روسیه است که در سرزمین آلتای واقع شده‌است.